# Олена Нассауська
Олена Нассауська (нім. Helene von Nassau), повне ім'я Олена Вільгельміна Генрієтта Пауліна Маріанна фон Нассау-Вайльбург (нім. Helene Wilhelmine Henriette Pauline Marianne von Nassau-Weilburg), 18 серпня 1831 — 28 жовтня 1888) — принцеса з дому Нассау-Вайльбург, донька герцога Нассау Вільгельма та вюртемберзької принцеси Пауліни, дружина князя Вальдек-Пірмонту Георга Віктора.

## Біографія
Олена народилася 18 серпня 1831 року у Вісбадені. Вона була старшою із виживших дітей герцога Нассау Вільгельма та його другої дружини Пауліни Вюртемберзької. Згодом у неї з'явився молодший брат Миколай Вільгельм та сестра Софія. Мешкало сімейство у палаці Бібріх у Вісбадені.
Батько помер, коли Олені виповнилося 8. Главою країни став її зведений брат Адольф. Для мачухи він почав будівництво замку Paulinenschlösschen як удовиної долі, і наприкінці 1841 року Пауліна переїхала туди із малечею.
У 22 роки Олена взяла шлюб із князем Вальдек-Пірмонту Георгом Віктором, який був її однолітком. Весілля відбулося 26 вересня 1853 року у замку Бібріх у Вісбадені. У подружжя народилося семеро дітей. 

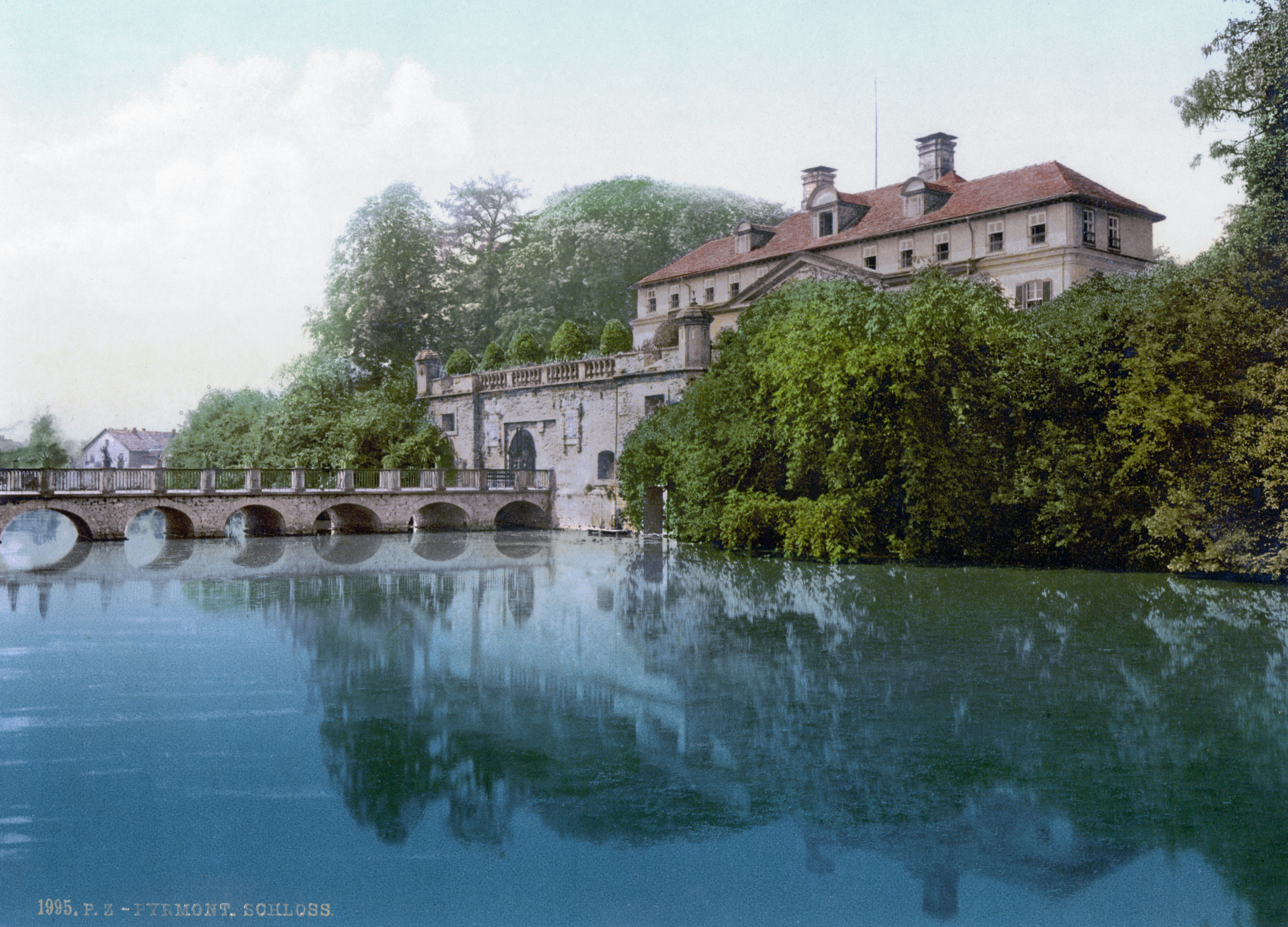
Пірмонтський замок

Проживала родина в Арользенському замку у столиці князівства. Будівля ця була виконана у стилі бароко та завершена у першій третині XVIII століття. Літнею резиденцією слугував замок Пірмонт, який був частиною Пірмонтської фортеці.
Княгиня вела велику благодійницьку роботу, була президентом кількох відповідних асоціацій. Турбувалася про долю своїх дітей і керувала їхнім домашнім вихованням, яке описували його як суворе та разнобічне. Вважала за необхідне прищепити дітлахам почуття обов'язку та самодисципліну. Згодом змогла влаштувати їм вигідні шлюби.
Наприкінці життя багато хворіла та рідко вставала з ліжка, про що свідчить її листування. Померла у 57-річному віці у Пірмонті. Похована на цвинтарі князівській усипальниці в Родені.

## Родина

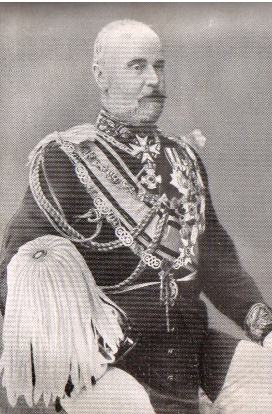
Георг Віктор Вальдек-Пірмонтський

Чоловік — Георг Віктор, князь Вальдек-Пірмонтський
Дітиː
- Софія Ніколіна (1854—1869) — прожила 15 років, померла від сухот;
- Пауліна (1855—1925) — дружина князя Алексіса цу Бентхайм унд Штайнфурт, мала восьмеро дітей;
- Марія (1857—1882) — дружина спадкоємного принца Вюртембергу Вільгельма, мала сина та доньку;
- Емма (1858—1934) — дружина короля Нідерландів Віллема III, у 1890—1898 роках — регентка Нідерландів, мала доньку;
- Олена (1861—1922) — дружина герцога Олбані Леопольда, мала сина та доньку;
- Фрідріх (1865—1946) — наступний князь Вальдек-Пірмонта у 1893—1918 роках, був одруженим із Батільдою Шаумбург-Ліппською, мав четверо дітей;
- Єлизавета (1873—1961) — дружина князя та графа Ербах-Шонберг Александра, мала четверо дітей.

## Нагороди
- Орден Луїзи (Королівство Пруссія).

## Титули
- 18 серпня 1831—26 вересня 1853 — Її Герцогська Світлість Принцеса Олена Нассау;
- 26 вересня 1853—28 жовтня 1888 — Її Герцогська Світлість Княгиня Вальдек-Пірмонта.